# Bradyagaue alberti
Bradyagaue alberti är en kvalsterart som först beskrevs av Édouard Louis Trouessart 1902.  Bradyagaue alberti ingår i släktet Bradyagaue och familjen Halacaridae. Inga underarter finns listade.